# Leon Spinks
Leonard „Leon” Spinks, Jr. (ur. 11 lipca 1953 w Saint Louis, zm. 5 lutego 2021 w Henderson) – amerykański bokser kategorii półciężkiej i ciężkiej, mistrz olimpijski z 1976, zawodowy mistrz świata.

## Kariera amatorska
Jako amator Spinks walczył w kategorii półciężkiej (do 81 kg). Zdobył brązowy medal na pierwszych mistrzostwach świata w 1974 w Hawanie po przegranej w półfinale z Olegiem Korotajewem z ZSRR przez techniczny nokaut w 3. rundzie. Na igrzyskach panamerykańskich w 1975 w Meksyku zdobył srebrny medal w tej kategorii, przegrywając w finale z Orestesem Pedroso z Kuby. 
Zdobył złoty medal w wadze półciężkiej na letnich igrzyskach olimpijskich w 1976 w Montrealu, wygrywając z półfinale z Januszem Gortatem, a w finale z Sixto Sorią z Kuby. Jego młodszy brat Michael zdobył na tych samych igrzyskach złoty medal w wadze średniej (do 75 kg).

## Kariera zawodowa
Po igrzyskach przeszedł na zawodowstwo. Pierwszą walkę stoczył w 1977. Po wygraniu pierwszych 5 walk z mało znanymi oponentami zremisował ze Scottem LeDoux.
13 lutego 1978 w hotelu Las Vegas Hilton w Las Vegas Spinks zmierzył się o tytuł zawodowego mistrza świata wagi ciężkiej z broniącym tytułu Muhammadem Alim. Niespodziewanie wygrał na punkty po 15 rundach. Ponieważ wybrał rewanżową walkę z Alim zamiast zmierzyć się z Kenem Nortonem, Spinks został pozbawiony tytułu przez organizację WBC i pozostał mistrzem WBA. Kolejnym uniwersalnym mistrzem wagi ciężkiej został dopiero Mike Tyson. W rewanżu 15 września 1978 w Louisiana Superdome w Nowym Orleanie Ali odzyskał tytuł po wygranej na punkty w 15 rundach.
Spinks niespodziewanie przegrał następną walkę z Gerriem Coetzee przez techniczny nokaut w 1. rundzie 24 czerwca 1979 w Monte Carlo. Później walczył ze zmiennym szczęściem, wygrywając m.in. z Alfredo Evangelistą przez nokaut w 5. rundzie. 12 czerwca 1981 w Detroit zmierzył się w walce o pas mistrza wagi ciężkiej WBC z Larrym Holmesem, ale przegrał przez techniczny nokaut w 3. rundzie.
Po tej walce przeniósł się do kategorii junior ciężkiej. Wygrał m.in. z Jesse Burnettem i przegrał z Carlosem De Leónem. 22 marca 1986 w Reno przegrał w walce o tytuł mistrza świata wagi junior ciężkiej organizacji WBA z Dwightem Muhammadem Qawi przez techniczny nokaut w 6. rundzie. Później nie walczył już o tytuł, kontynuując karierę do 1996.

## Po zakończeniu kariery
Spinks w trakcie kariery bokserskiej próbował sił w wrestlingu, zdobywając nawet tytuł organizacji Frontier Martial-Arts Wrestling. Później imał się różnych zajęć. Przez jakiś czas był bezdomny. Osiedlił się w Columbus w stanie Nebraska, gdzie pracował dla YMCA.
Jego brat Michael Spinks był m.in. zawodowym mistrzem świata wagi ciężkiej, a syn Cory Spinks mistrzem świata w wagach półśredniej i junior średniej w latach 2006-2008.
Zmarł na raka prostaty w wieku 67 lat.